# Nástio Mosquito
Nástio Mosquito (1981) é um artista multidisciplinar natural da Angola, cujo trabalho abrange música, som, vídeo arte, performance artística, instalações e poesia de palavras faladas. Sua arte é uma exploração profunda de temas como identidade, fé, racismo e a complexa história colonial de sua terra natal, Angola. Mosquito é conhecido por sua abordagem única e provocativa, desafiando convenções e questionando normas sociais estabelecidas. Ao longo de sua carreira, ele adotou diversos pseudônimos, como Nastiá, Saco, Cucumber Slice e Zura Zuara.
Nástio Mosquito nasceu em Luanda, capital de Angola, em 1981, e passou a maior parte de sua educação em Lisboa, Portugal. Sua incursão no cenário artístico internacional teve destaque na 29ª Bienal de Arte de São Paulo, em 2010. Em 2014, recebeu o Prêmio de Arte da Geração Futura. He works in Ghent, Belgium. Atualmente, Mosquito reside e trabalha em Gante, na Bélgica.